# Ziektewet
De Ziektewet (ZW) is een Nederlandse wet die regelt dat zieke werknemers, in gevallen waarbij de loondoorbetalingsverplichting voor de werkgever bij ziekte niet van toepassing is, recht hebben op een uitkering. 
Beroep op de ZW staat nog open voor werknemers die: (1) geen werkgever (meer) hebben, zoals zieke WW-gerechtigden, zieke uitzendkrachten en zieke werknemers van wie hun dienstverband afloopt tijdens ziekte, of (2) een werkgever hebben maar een – gepercipieerd – hoog ziekterisico hebben (no-riskpolis, orgaandonoren en zwangere vrouwen). Omdat deze groepen onder de werkingssfeer vallen van het vangnet van de ZW worden zij ook wel vangnetters genoemd.
Hoewel de oorspronkelijke wet al in 1913 werd aangenomen, duurde het nog tot 1930 voordat deze in werking trad.
De term 'ziektewet' wordt ook nog weleens gebruikt in de oude betekenis van het woord, die dus feitelijk niet meer juist is. Vroeger kreeg men een ziektewetuitkering vanaf het moment dat men ziek werd (er was dus geen loondoorbetaling). Zo kan "ik loop in de ziektewet" ook nog betekenen: ik werk niet, maar mijn loon wordt wel doorbetaald (zie loondoorbetaling bij ziekte).
De aanvraag van de Ziektewet wordt getoetst door het UWV.
De Ziektewet is onder andere van toepassing op oproepkrachten zonder arbeidsovereenkomst en uitzendkrachten. Bovendien kunnen mensen wier tijdelijke contract afloopt tijdens ziekte recht hebben op een uitkering.